# Yoshinobu Oyakawa
Yoshinobu "Yoshi" Oyakawa, född 9 augusti 1933 i Kona i Hawaii, är en amerikansk före detta simmare.
Oyakawa blev olympisk mästare på 100 meter ryggsim vid sommarspelen 1952 i Helsingfors.